# 体子内親王
体子内親王（たいしないしんのう、寛喜3年（1231年） - 正安3年旧12月17日（1302年1月16日））は、鎌倉時代前期から後期にかけての皇族。後堀河天皇の第二皇女で、母は持明院家行の娘。女院号は神仙門院（しんせんもんいん）。正字体は體子內親王。

## 生涯
建長8年（1256年）2月6日、内親王宣下。2月7日には准后、即日女院となり、神仙門院と号した。弘長元年12月28日（1262年1月20日）に出家して妙智覚と号した。71歳で薨去。
『増鏡』第十「老いの波」には、後嵯峨天皇との間に生まれた皇女がおり、その皇女は弘安4年（1281年）夏に薨去したことが語られている。「後堀河院の御むすめにて、神仙門院と聞えし女院の御腹なれば、故院もいとおろかならずかしづき奉らせ給ひけり」とあり、皇女は後嵯峨天皇に鍾愛されていたと記されているが、『増鏡』以外の当時の諸記録にはこの皇女のことは記されていない。このため、体子内親王と後嵯峨天皇との関係は公的な入内ではなく、いわゆる私通だったと考えられる。なおこの皇女の死は乳母子との子を妊娠、流産したことによるものとあるので、弘安4年時点で皇女は成人に達していたとも考えられる。